# 藍果彎貝介
藍果彎貝介（学名：Loxoconcha nysselia）为彎貝介科彎貝介屬下的一个种。